# 千葉市立扇田小学校
千葉市立扇田小学校は、千葉県千葉市緑区おゆみ野中央1丁目にある小学校。1997年に開校した。

## 歴史
- 1997年（平成9年）- 開校。
- 2011年（平成23年）- プレハブ校舎竣工

## 概要

### 校名の由来
もともと扇田は付近の小字名であった。
由来には諸説あるが、扇型の花が咲いていたなどと言われている。

### 教育目標
「豊かな心とたくましい実践力を持つ子の育成」

### 目指す児童像
- おおきな心で、たくましい子
- うまく工夫し、やりとげる子
- ぎもんを持ち、自ら学ぶ子
- だれにもやさしく、助け合う子

## 学校行事
| - 4月— 着任式・前期始業式 - 入学式 - 5月− 家庭訪問 - 運動会 - 6月 — | - 7月 − 大掃除 - 夏季休業 - 個人面談 - 8月 - 9月 | - 10月 −秋季休業 - 11月 - 12月 −冬季休業 | - 1月 - 2月− ６年生を送る会 - 3月− 大掃除 - お別れ式 - 卒業証書授与式 - 修了式 - 学年末休業 - 離任式 |

## 交通アクセス
- 京成千原線 学園前駅・おゆみ野駅下車